# Српска православна црква Светог Николе у Вогњу
Српска православна црква Светог Николе у Вогњу крај Руме подигнута је средином 18. века. По времену настанка и стилским одликама архитектуре припада барокним споменицима Срема и убраја се у споменике културе од великог значаја.

## Изглед
Храм Светог Николе је једнобродна грађевина, где је наос на источној страни завршен споља полукружном апсидом, а на западу је призидан вишеспратни звоник, квадратне основе уже од ширине брода и са карактеристичним „јастуком” и лантерном на врху. Плитке лезене на фасадама као и алтернација полукружно завршених прозора и слепих ниша одражавају унутрашњу поделу простора на три травеја. Источни травеј има певничка проширења изведена у ширини зида, тако да споља нису видљива. Осим главног улаза у храм, који се налази у приземљу звоника, постоји и портал на јужном зиду цркве.
Барокно-рокајна обележја овог споменика огледају се и на резбареној олтарској прегради, изведеној крајем шесте деценије 18. века и са уобичајеним распоредом и тематиком сликаних представа. На престоној Христовој икони исписана је година 1761. и потпис мало познатог сликара Аксентија Остојића. Претпоставља се да је он аутор и зидне декорације коју је, готово век касније, пресликао Павле Чортановић чији се живопис и данас може видети у цркви у Вогњу.